# 黄精飴
黄精飴（おうせいあめ）は、岩手県盛岡市・長沢屋の伝統銘菓である。求肥飴の一種。黄精（アマドコロ）を用いるのが特徴。
アマドコロの地下茎を煎じたものは黄褐色をしており、漢方薬に用いる生薬の黄精（オウセイ）と同じ不老長寿の効能があるとされた。
黄精飴は、これと砂糖やもち米と混ぜて、長方形に切って和紙で包装する。盛岡藩では黄精飴も同様に薬効があると信じられ重宝されていた。
1853年（嘉永6年）には、重吉という男が盛岡で「不老長寿 黄精飴」の看板を掲げていたという記録があり、長沢屋の創業とされる。